# Języki fleksyjne
Języki fleksyjne – języki syntetyczne cechujące się rozbudowaną strukturą morfologiczną, której jednostki służą do wyrażania stosunków syntaktycznych. Podstawowym zjawiskiem morfologicznym jest fleksja, czyli binarne tworzenie form gramatycznych z podstawy i formantu.
Języki fleksyjne od aglutynacyjnych różni zakres znaczeń gramatycznych wyrażanych przez pojedynczy morfem. W językach aglutynacyjnych morfemy mają charakter monofunkcyjny, tzn. każdy z nich przekazuje jedną informację gramatyczną. W językach fleksyjnych powszechna jest polifunkcyjność morfemów, co sprawia, że informacje gramatyczne są łączone w jednym afiksie. Np. liczbę mnogą węgierskiego wyrazu ház („dom”) urabia się za pomocą formantu -ak, elativus jest natomiast – zarówno w liczbie pojedynczej, jak i mnogiej – wyrażany za pomocą formantu -ból. Z kolei w języku polskim (będącym językiem fleksyjnym) końcówka -ów (np. w wyrazie panów) jednocześnie wyraża przypadek (dopełniacz) i liczbę (mnogą); podobnie w słowackim wyrazie domov („domów”) nierozkładalna morfologicznie końcówka -ov jest wykładnikiem zarówno dopełniacza, jak i liczby mnogiej.
Dla języków fleksyjnych charakterystyczne są wariacje wewnątrz podstawy lub na poziomie szwu morfemowego; formant może wykazywać wariantywność, w tym przyjmować postać formantu zerowego. Na przykład biernik liczby pojedynczej w języku słowackim jest wyrażany za pomocą różnych morfemów: chlapc – a, žen – u, dom – 0; z kolei w języku węgierskim występuje jednolita forma, z ewentualną wokalizacją: fiú – t, nő – t, ház – at. O ile w językach aglutynacyjnych po odcięciu afiksów od wyrazu otrzymuje się formę słownikową, to w językach fleksyjnych po odcięciu afiksów często pozostaje forma, która nie może istnieć samodzielnie. W językach fleksyjnych znane są również takie zjawiska jak homonimia i polisemia formantów gramatycznych.
Nie jest znany czysty język fleksyjny. Języki klasyfikowane jako fleksyjne (ze względu na przewagę cech fleksyjnych) mogą jednocześnie wykazywać cechy izolujące czy aglutynacyjne.
Typowym przykładem języka fleksyjnego jest łacina. Charakter fleksyjny wykazują również takie języki jak: polski, czeski, słowacki, rosyjski, arabski, nawaho (USA) czy też rekonstruowany praindoeuropejski. Bułgarski i macedoński, w odróżnieniu od pozostałych języków słowiańskich, są klasyfikowane jako języki analityczne.